# Adesmus acanga
Adesmus acanga är en skalbaggsart som beskrevs av Maria Helena M. Galileo och Martins 1999. Adesmus acanga ingår i släktet Adesmus och familjen långhorningar. Inga underarter finns listade i Catalogue of Life.